# Монахово (Бурятія)
Монахово (рос. Монахово) — селище Баргузинського району, Бурятії Росії. Входить до складу Міського поселення Селище Усть-Баргузин.
Населення — 4 особи (2015 рік).